# Pervomàiskoie (Vorónej)
Pervomàiskoie — Первомайское (rus) — és un poble (un possiólok) de l'óblast de Vorónej, a Rússia, segons el cens del 2010 tenia 59 habitants.